# 兵庫Twitter会
兵庫twitter会（ひょうごツイッターかい）とは、日本の兵庫県内もしくは兵庫県に所縁の企業･団体･商店のTwitter広報アカウントとその運営担当者（いわゆる「中の人」）による交流グループである。ハッシュタグは「#兵庫Twitter会」。

## 概要
2019年7月8日、エスフーズ（西宮市）のブランド「こてっちゃん」のTwitterアカウントにおける当時の運営担当者の呼びかけによって設立された。当時既に新潟県内において「新潟Twitter会」というグループが活動しており、これを見た赤穂化成（赤穂市）の「赤穂の天塩（あましお）」の同運営担当者の提案によって呼びかけが始まり、翌日には30社から参加表明が寄せられている。
活動としては、参加アカウントが兵庫に関する情報を投稿したり、企業の取り組みをシェアしあったり、参加企業同士のコラボキャンペーンを実施したりしている。発足して1ヵ月後に神戸新聞から取材依頼があり、その記事が掲載されたのをきっかけにさらに参加企業が増えて、2021年1月現在は約60社・団体が参加している。また他の地域においても同様な地域別のTwitter会が続々と誕生しており、「Twitterを活用したエリアマーケティングの可能性を感じたきっかけになりました」と、のちにWebメディア「おたくま経済新聞」のライターに転向した「こてっちゃん」の元担当者は話しており、他にも「規模感の小さい企業アカウントでも、集まることで大きな力になれる」といった意見や、新しい販路の開拓や異業種交流の機会、これを通じた受注の機会に繋がったという意見もある。
メンバーの一人であるラジオ関西の広報担当者による企画によって、参加企業の担当者達が一堂に会してのラジオトーク番組『兵庫Twitter会「中のひとーく」』が2019年末に製作され、YouTube向け編集版が公開されている。また2020年7月には結成一周年を記念したプレゼントキャンペーンも開催されている。